# NGC 6098
NGC 6098 est une vaste galaxie elliptique relativement éloignée et située dans la constellation d'Hercule. Sa vitesse par rapport au fond diffus cosmologique est de 9 527 ± 6 km/s, ce qui correspond à une distance de Hubble de 140,5 ± 9,8 Mpc (∼458 millions d'al). NGC 6098 a été découverte par l'astronome américain Truman Safford en 1867.
Les galaxies NGC 6098 et NGC 6099 forment une paire de galaxies.